# Charles van Renynghe de Voxvrie
Charles Léon Marie van Renynghe de Voxvrie (Brussel, 8 mei 1900 - Brugge, 23 december 1982) was een Belgisch historicus, genealoog en publicist.

## Levensloop
Van Renynghe was een afstammeling van een notabele familie uit Poperinge en omgeving, van wie de stamboom opklom tot in de veertiende eeuw en die heel wat bekleders van openbare ambten telde.
Hij was een zoon van ingenieur William van Renynghe de Voxvrie (1873-1938) en van Aline Dhont (1874-1919). Hij trouwde in 1925 met barones Edith van Zuylen van Nyevelt (1906-2002) en ze kregen zes kinderen, onder wie Guy van Renynghe de Voxvrie(1926-2021), neuropsychiater, en Louis van Renynghe de Voxvrie (1935-2019).
Hij volbracht zijn middelbare studies aan het Sint-Pieterscollege in Ukkel (retorica 1916) en deed vervolgens studies in de rechten aan de ULB. Na de onderbreking van zijn studies door de oorlog, promoveerde hij tot doctor in de rechten in 1922, alsook tot licentiaat in de sociale wetenschappen aan het Institut Solvay.
Hij vestigde zich als advocaat in Brussel. Hij werkte mee aan verschillende initiatieven die zich situeerden rond de katholieke partij, zoals:
- lid van La Jeunesse Nouvelle,
- bestuurder van La Ligue pour l'Autorité, een weekblad waarvan hij stichter en redacteur was,
- secretaris van de Association catholique d'Ixelles,
- directeur van het weekblad Le Courrier d'Ixelles,
- lid van de Centrale politique des jeunesses catholiques,
- bureaulid van de Fédération des cercles catholiques
- lid van de beweging L'esprit Nouveau,
- medewerker aan de Revue catholique des idées et des faits.

In de jaren dertig voegde hij zich bij de balie van Ieper en gaf er Le Sud uit (1931-39), een rexistisch blad. Hij stond als eerste kandidaat op de lijst van Rex voor de provincieraad in 1936. 
In Ieper zette hij zich in voor de heropbouw van de stad. Hiervoor stichtte hij de vereniging Les Amis d'Ypres - De Vrienden van Ieper en was hij medestichter van de Vrienden van het hotel-museum Merghelynck. Hij kreeg de opdracht van de eigenaar, de Académie royale, om de leiding te nemen van de restauratie en de herinrichting van dit museum. Hij werd er tot conservator benoemd en oefende deze functie uit tot kort voor zijn dood.
In 1939 verliet hij Ieper voor Brugge, om er de directie op zich te nemen van de katholieke, honderd jaar oude krant La Patrie. Hij nam deel met de graad van luitenant aan de Achttiendaagse Veldtocht en werd in juni 1940 gedemobiliseerd. La Patrie was op 13 mei 1940 een laatste maal verschenen en zou niet meer terug tot leven komen. Hij behoorde tot de balie van Brugge van 1941 tot 1945.
Tijdens de oorlog hield hij zich bezig met filatelie en publiceerde hij de geschiedenis van de Brugse filateliebond. Hij hernam ook zijn activiteiten van genealogie, hetgeen na de oorlog leidde tot de oprichting van de Tablettes des Flandres, een verzameling in 26 boekdelen van geschiedenis en genealogie betreffende notabele families hoofdzakelijk in West-Vlaanderen en Frans-Vlaanderen, gepubliceerd tussen 1948 en 1973. Zijn voornaamste medewerkers en co-auteurs hierbij waren Albert de Schietere de Lophem en Willy van Hille.
In Brugge was van Renynghe decennialang organisator van Franstalige culturele activiteiten en voordrachten, onder de titel Echos du Monde. Hij hield ook de banden levendig met Frans-Vlaanderen, in de eerste plaats met Sint-Winoksbergen. Hij bevorderde tevens de belangstelling voor de Bourgondische tijd en nam het initiatief voor de grote tentoonstelling gewijd aan de Orde van het Gulden Vlies in 1962.
Hij was commandeur in de Orde van het Heilig Graf en lid en proost (1968) van de Edele Confrérie van het Heilig Bloed. Hij was ook bestuurder van de Office généalogique et héraldique de Belgique.

## Eerbetoon
- De Académie royale verleende hem een bijzondere Arthur Merghelynckprijs.
- Op 9 mei 1974 werd hem, tijdens een zitting in het stadhuis van Brugge, een plechtige hulde gebracht door de Académie royale de langue et de littérature française de Belgique en door het stadsbestuur van Brugge.
- In oktober 1981 werd hem persoonlijke opname in de Belgische adel verleend, met de titel van ridder (open brieven van 7 oktober 1982).

## Publicaties

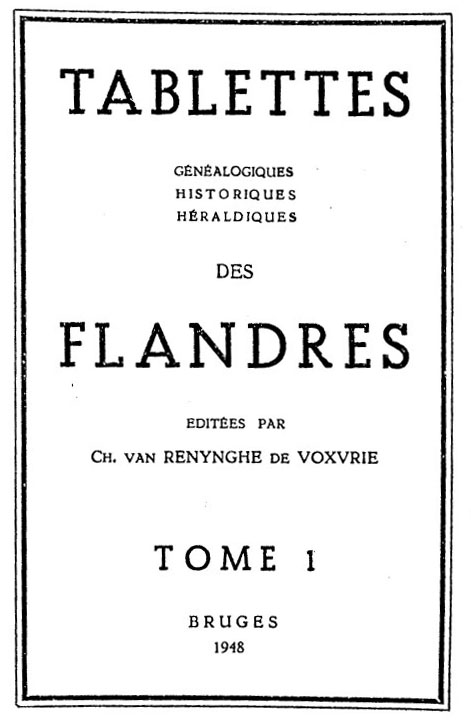
Tablettes des Flandres

- Soixante ans de philatélie, Brugge, 1944.
- L'oeuvre d'Arthur Merghelynck, in: Tablettes des Flandres, T. I, Brugge, 1948.
- L'épitaphier de Bruges, in: Tablettes des Flandres, T. I, 1948 - T. II, 1949 - T. III, 1950 - T. V, 1953
- A Ypres en 1787. Correspondance de Madame Walwein-van den Peereboom, in: Tablettes des Flandres, T. II, Brugge, 1949.
- Histoire d'une famille patricienne, les Van de Walle de la Châtellenie de Cassel, in: Tablettes des Flandres, T. II, 1949,- T. III, 1950 - T. IV, 1951 - T. V, 1953 - T. VI, 1955
- Acquisitions de charges au 18e siècle, in: Tablettes des Flandres, T. III, Brugge 1950.
- Les couverts en argent au 18e siècle, in: Tablettes des Flandres, T. IV, Brugge, 1951.
- Les registres paroissiaux de la Flandre Occidentale, in: Tablettes des Flandres, T. IV, 1951 - T. VI, 1955 - T. IX, 1969.
- Le centenaire d'Arthur Merghelynck et la Restauration de l'Hôtel-musée, in: Tablettes des Flandres, T. V, Brugge, 1953.
- Les La Tour du Pin et Corneille à Ypres, T. VI, Brugge, 1955.
- Les familles espagnoles dans les provinces belgiques. Les de Bovadilla à Bruges, in: Tablettes des Flandres, T.VI, Brugge, 1955.
- Odon van Ackere, soldat de l'Empereur, in: Tablettes des Flandres, T. VII, Brugge, 1957.
- (samen met E. COPPÏETERS) Histoire professionnelle et sociale de la famille Coppieters, 1550-1965, Tablettes des Flandres, Recueil 7, Brugge, 1966, Recueil 8, Brugge, 1968.
- Histoire de la famille Belle, in: Tablettes des Flandres, T. IX, 1969.
- Famille de Bonduwe, in: Tablettes des Flandres, T. IX, Brugge, 1969
- Les vitraux de la basilique du Saint-Sang, in: Tablettes des Flandres, T. IX, Brugge, 1969
- Filiation van Renynghe à Poperinghe, in: Tablettes des Flandres, T.X, Brugge, 1973.
- La famille Belle à Ypres, in: Tablettes des Flandres, T. X, Brugge, 1973.

## Publicaties door Louis Van Renynghe de Voxvrie
- Descendance de Thomas Corneille, Tablettes des Flandres, Document 2, Brugge, 1959.
- Descendance de Jean-Bernard van Zuylen van Nyevelt et d'Isabelle du Bois, Brugge, 1964.